# Stoddard
Stoddard és una població dels Estats Units a l'estat de Wisconsin. Segons el cens del 2000 tenia 815 habitants.

## Demografia
Segons el cens del 2000, Stoddard tenia 815 habitants, 351 habitatges, i 226 famílies. La densitat de població era de 524,5 habitants per km².
Dels 351 habitatges en un 28,5% hi vivien nens de menys de 18 anys, en un 53% hi vivien parelles casades, en un 7,7% dones solteres, i en un 35,6% no eren unitats familiars. En el 28,8% dels habitatges hi vivien persones soles el 15,4% de les quals corresponia a persones de 65 anys o més que vivien soles. El nombre mitjà de persones vivint en cada habitatge era de 2,32 i el nombre mitjà de persones que vivien en cada família era de 2,84.
Per edats la població es repartia de la següent manera: un 22,6% tenia menys de 18 anys, un 6,9% entre 18 i 24, un 30,4% entre 25 i 44, un 21,8% de 45 a 60 i un 18,3% 65 anys o més.
L'edat mediana era de 39 anys. Per cada 100 dones de 18 o més anys hi havia 91,2 homes.
La renda mediana per habitatge era de 31.250 $ i la renda mediana per família de 39.250 $. Els homes tenien una renda mediana de 30.972 $ mentre que les dones 21.319 $. La renda per capita de la població era de 19.634 $. Aproximadament el 4,4% de les famílies i el 9,3% de la població estaven per davall del llindar de pobresa.

## Poblacions més properes
El següent diagrama mostra les poblacions més properes.